# Clostridium perfringens

Clostridium perfringens Alpha Toxin

Clostridium perfringens (tidigare Clostridium welchii) är en relativt stor grampositiv, stavformad, anaerob, sporbildande bakterie i familjen Clostridium. Bakterien är orörlig och omsluten av en kapsel. C. perfringens är extremt vanlig och förekommer nästan överallt, till exempel i multnande växter, tarmarna hos människor och andra ryggradsdjur, insekter och jord. Nästan alla jordprov som tas innehåller C. perfringens.
C. perfringens verkan på döda kroppar är känd för bårhusarbetare som tissue gas
och kan endast stoppas genom balsamering.

## Matförgiftning
I USA och Storbritannien är C. perfringens-bakterien den tredje vanligaste orsaken till livsmedelsburna sjukdomar. Dåligt förberedda kött- och fågelrätter är de största källorna som hyser bakterien.
Clostridium perfringens enterotoxin (CPE) som orsakar sjukdomen är värmelabilt (inaktiveras vid 74°C) och kan påträffas i förorenad mat, om den inte upphettas korrekt. Den förekommer även ofta i avföring hos djur och människor. Inkubationstiden uppgår till mellan 6 och 24 (vanligen 10-12) timmar efter intag av förorenade livsmedel. Clostridium perfringens elimineras vid upphettning, men kan bilda sporer som tål matlagningstemperaturer. Om maten förvaras i rumstemperatur efter tillagning kan det utvecklas nya bakterier ur sporerna. Dessa tillväxer snabbt och tillverkar toxin. Vid matförgiftning av Clostridium perfringens är den karaktäristiska maträtten någon form av kost som tillagats i större mängd, och som lämnats framme efter tillagning för att svalna under en längre tid. De sporer som överlevt tillredningen kan då åter växa ut. Sporerna främjas i en hög temperatur. Andra bakterier har dessutom dött vid tillagningen vilket gynnar C. perfringens tillväxt då den kan ske utan konkurrens.
Infektionsdosen är emellertid stor. Per gram mat krävs det ca 100 000 bakterier för att utveckling av sjukdomen ska ske. Då bakterien återgår till sporform bildas toxinet i tarmen. Eftersom sjukdomssymptomen uppkommer p.g.a. toxinet, sprids infektionen inte personer emellan. Typiska symptom inkluderar magkramper och diarré. Kräkningar och feber är mer ovanligt. Hela sjukdomsförloppet försvinner vanligen inom 24 timmar.
Clostridial necrotizing enteritis (CNE) är en mycket ovanlig, dödlig typ av matförgiftning orsakad av ”typ C”-stammar av organismen. Dessa producerar ett kraftigt sårbildande β-toxin. Denna stam har främst påträffas i Papua Nya Guinea.
Många fall av C. perfringens matförgiftning förblir sannolikt subkliniska, då antikroppar mot toxinet är vanligt förekommande bland befolkningen. Detta har lett till slutsatsen att större delen av befolkningen har upplevt matförgiftning på grund av C. perfringens.[källa behövs]
Trots dess potentiella faror, används C. perfringens som jäsningsmedel i "salt-rising bread" (bröd utan jäst). Bakningsprocessen tros reducera den bakteriella kontamineringen, vilket förebygger negativa effekter.

## Gasbrand
Clostridium perfringens kan även orsaka gasbrand, en fruktad men relativt ovanlig sjukdom. Bakterierna existerar framför allt i tjocktarmen, men det krävs särskilda förutsättningar för att infektionen ska uppstå. För att gasbrand ska etablera sig fordras att bakterierna introduceras i vävnad med nedsatt viabilitet. Sådana omständigheter kan föreligga i vävnad där blodcirkulationen är nedsatt. Speciellt även då vävnaden är mekaniskt skadad, till exempel vid olycksfall. Då bakterierna når vävnad av detta slag kan de tillverka olika toxiner och enzymer. Dessa utvecklar vätgas och koldioxid som framkallar vävnadssönderfall. Vid sådana förutsättningar främjas spridningen av bakterier över större kroppsområden, som då även angrips av toxinfrisättningen. 
Den karaktäristiska gasbrandsinfektionens förlopp är tämligen dramatiskt. Patienten påverkas starkt, och drabbas av oerhörd smärta. Man kan åskåda hur infektionen timme för timme sprider sig i vävnaden, som bokstavligen smälter ner. Denna nedbrytning försiggår vanligtvis under gasutveckling. Detta ger, det för gasbrand så karaktäristiska ”knistret”, då man med fingret trycker på det infekterade området på huden vid palpation. 
Det förekommer olika typer av gasbrand, bl.a. äkta gasbrand (gasgangrän) och anaerob cellulit.
Gasgangrän är också är känt som Clostridial myonecrosis. Toxinet som är involverat i gasgangrän kallas α-toxin, och skär in i plasmamembranet hos celler och skapar luckor i membranet vilket stör normal cellulär funktion.

### Behandling
Intensiv terapi ges i form av antibiotika, kirurgi och HBO (hyperbar oxygenbehandling). All nekrotisk vävnad avlägsnas från såret som hålls luftigt och rent. Penicillin har en effektiv verkan på att eliminera Clostridium perfringens-bakterierna. I dessa sår återfinns emellertid vanligtvis en blandflora av olika bakterier, vilka är betydande för infektionen. Detta faktum gör att det kan krävas antibiotika med bredare spektrum.

## Händelser
I maj 2011 avled en man efter att han ätit, vad som påståtts vara, mat förorenad med Clostridium perfringens ombord på ett American Airlines flygplan. Mannens fru och dotter stämde American Airlines och LSG SKY Chefs, ett tyskt företag som uppgivits ha tillagat maten, för hans död.